# Irlands fodboldlandshold
Irlands fodboldlandshold (irsk: Foireann sacair náisiúnta Phoblacht na hÉireann, engelsk: Republic of Ireland national football team) er det nationale fodboldhold i Irland, og landsholdet bliver administreret af Football Association of Ireland. Holdet har deltaget tre gange i VM og tre gange i EM.

## Historie
Irland var i begyndelsen af det 20. århundrede i besiddelse af to landshold, et styret af de britiske koloniherrer, og et styret af den Irske Fristat. I 1950'erne blev det nordirske landshold dog etableret i området stadig under britisk kontrol, og irerne på den sydlige del af øen fik sit eget suveræne landshold.
Irland nåede kvartfinalerne ved EM i 1964, men ikke selve slutrunden, der kun bestod af fire hold. Første slutrundekvalifikation opnåede holdet ved EM i 1988, hvor man var under ledelse af den karismatiske englænder Jack Charlton. Holdet blev slået ud i den indledende runde, men kvalifikationen blev startskuddet til en positiv periode for landsholdet, der også kvalificerede sig til VM i 1990 i Italien, hvor man nåede helt frem til kvartfinalerne. Også fire år senere, ved VM i USA, var irerne med, og nåede her 1/8-finalerne.
Efter succesen i starten af 1990'erne skulle Irland vente helt frem til 2002, inden man igen fik sit landshold med til en slutrunde. Her spillede holdet med ved VM i Sydkorea og Japan. Irerne spillede i den indledende gruppe blandt andet uafgjort med de senere finalister fra Tyskland, men blev i 1/8-finalen besejret efter straffesparkskonkurrence af Spanien. Slutrunden blev desuden præget af intern uro, idet anfører Roy Keane blev smidt af holdet allerede inden første gruppekamp mod Cameroun.
2002-slutrunden er fortsat irernes seneste deltagelse ved en VM-slutrunde. Man var dog yderst tæt på at kvalificere sig til VM i 2010 i Sydafrika. Her var holdet under UEFA's kvalifikationsturnering ude i playoff-kampe mod Frankrig. I den afgørende kamp, hvor man var ude i forlænget spilletid og tæt på en straffesparkskonkurrence, blev man udsat for en grov dommerfejl, da franskmændenes Thierry Henry tydeligt tog hånden til hjælp under opspillet til det sejrsmål, som Arsenal-spilleren William Gallas satte ind.

### Kvalifikation til VM i fodbold 2018
| Pos | Hold     | K  | V | U | T | M+ | M- | MF  | P  | Kvalifikation                         |
| --- | -------- | -- | - | - | - | -- | -- | --- | -- | ------------------------------------- |
| 1   | Serbien  | 10 | 6 | 3 | 1 | 20 | 10 | +10 | 21 | Kvalifikation til FIFA World Cup 2018 |
| 2   | Irland   | 10 | 5 | 4 | 1 | 12 | 6  | +6  | 19 | Gik videre til playoff                |
| 3   | Wales    | 10 | 4 | 5 | 1 | 13 | 6  | +7  | 17 |                                       |
| 4   | Østrig   | 10 | 4 | 3 | 3 | 14 | 12 | +2  | 15 |                                       |
| 5   | Georgien | 10 | 0 | 5 | 5 | 8  | 14 | −6  | 5  |                                       |
| 6   | Moldova  | 10 | 0 | 2 | 8 | 4  | 23 | −19 | 2  |                                       |

     Holdet er kvalificeret
     Holdet har sikret sig i hvert fald at komme til play-off
     Holdet har i hvert fald sikret sig en andenplads
     Holdet kan ikke kvalificere sig direkte
     Holdet har ingen chance for at kvalificere sig

## Turneringsoversigt

### Europamesterskaberne
| År   | Værtsland         | Irlands placering |
| ---- | ----------------- | ----------------- |
| 1960 | Frankrig          | Ikke kvalificeret |
| 1964 | Spanien           | Ikke kvalificeret |
| 1968 | Italien           | Ikke kvalificeret |
| 1972 | Belgien           | Ikke kvalificeret |
| 1976 | Jugoslavien       | Ikke kvalificeret |
| 1980 | Italien           | Ikke kvalificeret |
| 1984 | Frankrig          | Ikke kvalificeret |
| 1988 | Vesttyskland      | Indledende runde  |
| 1992 | Sverige           | Ikke kvalificeret |
| 1996 | England           | Ikke kvalificeret |
| 2000 | Belgien & Holland | Ikke kvalificeret |
| 2004 | Portugal          | Ikke kvalificeret |
| 2008 | Østrig & Schweiz  | Ikke kvalificeret |
| 2012 | Polen & Ukraine   | Indledende runde  |
| 2016 | Frankrig          | 1/8-finale        |

### Verdensmesterskaberne
| År   | Værtsland        | Irlands placering |
| ---- | ---------------- | ----------------- |
| 1930 | Uruguay          | Ikke kvalificeret |
| 1934 | Italien          | Ikke kvalificeret |
| 1938 | Frankrig         | Ikke kvalificeret |
| 1950 | Brasilien        | Ikke kvalificeret |
| 1954 | Schweiz          | Ikke kvalificeret |
| 1958 | Sverige          | Ikke kvalificeret |
| 1962 | Chile            | Ikke kvalificeret |
| 1966 | England          | Ikke kvalificeret |
| 1970 | Mexico           | Ikke kvalificeret |
| 1974 | Vesttyskland     | Ikke kvalificeret |
| 1978 | Argentina        | Ikke kvalificeret |
| 1982 | Spanien          | Ikke kvalificeret |
| 1986 | Mexico           | Ikke kvalificeret |
| 1990 | Italien          | Kvartfinale       |
| 1994 | USA              | 1/8-finale        |
| 1998 | Frankrig         | Ikke kvalificeret |
| 2002 | Sydkorea & Japan | 1/8-finale        |
| 2006 | Tyskland         | Ikke kvalificeret |
| 2010 | Sydafrika        | Ikke kvalificeret |
| 2014 | Brasilien        | Ikke kvalificeret |
| 2018 | Rusland          | Ikke kvalificeret |

### Olympiske lege
| År   | Værtsby                   | Irlands placering      |
| ---- | ------------------------- | ---------------------- |
| 1896 | Athen, Grækenland         | Var ikke på programmet |
| 1900 | St. Louis, USA            | Ikke kvalificeret      |
| 1904 | Paris, Frankrig           | Ikke kvalificeret      |
| 1906 | Athen, Grækenland         | Ikke kvalificeret      |
| 1908 | London, Storbritannien    | Ikke kvalificeret      |
| 1912 | Stockholm, Sverige        | Ikke kvalificeret      |
| 1920 | Antwerpen, Belgien        | Ikke kvalificeret      |
| 1924 | Paris, Frankrig           | Kvartfinale            |
| 1928 | Amsterdam, Holland        | Ikke kvalificeret      |
| 1932 | Los Angeles, USA          | Var ikke på programmet |
| 1936 | Berlin, Tyskland          | Ikke kvalificeret      |
| 1948 | London, Storbritannien    | 1. runde               |
| 1952 | Helsinki, Finland         | Ikke kvalificeret      |
| 1956 | Melbourne, Australien     | Ikke kvalificeret      |
| 1960 | Rom, Italien              | Ikke kvalificeret      |
| 1964 | Tokyo, Japan              | Ikke kvalificeret      |
| 1968 | Mexico City, Mexico       | Ikke kvalificeret      |
| 1972 | München, Vesttyskland     | Ikke kvalificeret      |
| 1976 | Montreal, Canada          | Ikke kvalificeret      |
| 1980 | Moskva, Sovjetunionen     | Ikke kvalificeret      |
| 1984 | Los Angeles, USA          | Ikke kvalificeret      |
| 1988 | Seoul, Sydkorea           | Ikke kvalificeret      |
| 1992 | Barcelona, Spanien        | Ikke kvalificeret      |
| 1996 | Atlanta, USA              | Ikke kvalificeret      |
| 2000 | Sydney, Australien        | Ikke kvalificeret      |
| 2004 | Athen, Grækenland         | Ikke kvalificeret      |
| 2008 | Beijing, Kina             | Ikke kvalificeret      |
| 2012 | London, Storbritannien    | Ikke kvalificeret      |
| 2016 | Rio de Janeiro, Brasilien | Ikke kvalificeret      |

### FIFA Confederations Cup
| År   | Værtsland        | Irlands placering |
| ---- | ---------------- | ----------------- |
| 1992 | Saudi-Arabien    | Ikke kvalificeret |
| 1995 | Saudi-Arabien    | Ikke kvalificeret |
| 1997 | Saudi-Arabien    | Ikke kvalificeret |
| 1999 | Mexico           | Ikke kvalificeret |
| 2001 | Sydkorea & Japan | Ikke kvalificeret |
| 2003 | Frankrig         | Ikke kvalificeret |
| 2005 | Tyskland         | Ikke kvalificeret |
| 2009 | Sydafrika        | Ikke kvalificeret |